# You Could Have It So Much Better
You Could Have It So Much Better – drugi album studyjny indierockowej grupy Franz Ferdinand.

## Lista utworów
Wszystkie utwory zostały napisane przez Alexa Kapranosa i Nicka McCarthy’ego
1. „The Fallen” – 3:42
2. „Do You Want To” – 3:38
3. „This Boy” – 2:21
4. „Walk Away” – 3:36
5. „Evil and a Heathen” – 2:05
6. „You're the Reason I'm Leaving” – 2:47
7. „Eleanor Put Your Boots On” – 2:49
8. „Well That Was Easy” – 3:02
9. „What You Meant” – 3:24
10. „I'm Your Villain” – 4:03
11. „You Could Have It So Much Better” – 2:41
12. „Fade Together” – 3:03
13. „Outsiders” – 4:02